# Eleutherodactylus pallidus
Eleutherodactylus pallidus (tên tiếng Anh: Rana-chirriadora Pálida) là một loài ếch trong họ Leptodactylidae. Chúng là loài đặc hữu của México.
Các môi trường sống tự nhiên của chúng là các khu rừng khô nhiệt đới hoặc cận nhiệt đới and vùng đất có cây bụi nhiệt đới hoặc cận nhiệt đới. Loài này đang bị đe dọa do mất môi trường sống.